# Serhij Odarytj
Serhij Olehovytj Odarytj född 26 juni 1967 i Nizjyn, Ukrainska SSR, Sovjetunionen, är en ukrainsk politiker och en av ledarna för det lilla partiet "Fria demokraterna". Han är sedan november 2006 Tjerkasys borgmästare.
Odarytj vann borgmästarvalet i november 2006 med 36% av rösterna. Huvudmotståndaren, Kommunistpartiets kandidat Viktor Belousov, fick 21%.
Odarytj är utbildad i mekanik och matematik vid Kiev Universitet.
Odarytj var 2004 en av grundarna och nu hedersordförande för den framgångsrika basketballklubben Tjerkasy Monkeys